# Ķegumsi vízerőmű
A ķegumsi vízerőmű (eredetileg Ķegums Állami Erőmű, rövidítve VES) egy 1939-ben épült vízerőmű a Daugaván. Ķegums városa a folyó jobb partján, az erőmű közelében található, és az erőművet építő munkások telepeiből jött létre. Ez Lettország és a balti államok harmadik legnagyobb vízerőműve. Valójában egy vízerőmű-komplexum, amely két, a Daugava jobb és bal partján, különböző időpontokban épített vízerőműből áll. Az eredeti blokk 1936 és 1940 között épült, majd 1975 és 1979 között bővítették. Az erőmű 70 kilométerre található a Daugava torkolatától, és ennek megfelelően a folyó vízerőmű-kaszkádjának 2. tagját alkotja. Az erőmű tulajdonosa és üzemeltetője a Latvenergo nemzeti energetikai vállalat.

## Története
A Daugava folyón egy vízerőmű építésére vonatkozó első terv a lett függetlenség 1919-es elnyerése után merült fel. 1936. augusztus 4-én a lett kabinet törvényt fogadott el a Ķegumsi erőmű építéséről. Néhány nappal később megkezdődtek az első előkészítő munkálatok a leendő építkezés helyszínén. Az alapkőletételre 1937. május 22-én került sor. A Svenska Entreprenad A.B. svéd építőipari céggel kötött szerződés alapján az akkori Európa egyik legmodernebb vízerőműve épült meg mindössze három év alatt. Az építési munkálatokban mintegy négyezer ember vett részt.
Az erőmű építési helyének kiválasztását a Daugava folyó medrében található több mint 20 m vastag kemény dolomit és vízzáró agyagos, dolomitos, márgás, kőzetréteg határozta meg, amely képes volt ellenállni a gát, az erőmű épülete és a tározóban tárolt víz tömege által keltett nyomás erejének. A felső dolomitréteget, amelynek vastagsága a folyóparton kb. 10 m, a folyómederben pedig 6–8 m, repedések és kisebb üregek jellemezték. Jelentős erőfeszítéseket tettek a folyómeder megerősítésére a víz átszivárgásának megakadályozása érdekében, és ezt a munkát egy különleges technológiával, a cementiszap-injektálással végezték. Egymástól 1,5 m távolságra 9 m mély nyílásokat fúrtak, ahol a dolomitréteg repedéseit és üregeit cementiszappal töltötték ki 4–7 atmoszféra nyomással. A fúrási munkálatokat folyamatosan végezték, 3 műszakban dolgoztak.  Az év folyamán az építkezés helyszínén hidat építettek a folyó felett, és megkezdődtek a gépház építési munkálatai. 1938-ban felállították a duzzasztórendszert, és folytatódtak a munkálatok az erőműházon. 1939. február 10-én az építkezési területet elöntötte a víz és a jég.
1939. október 15-én helyezték üzembe az erőmű első gépét és egy 42 km hosszúságú 88 kV-os légvezetéket; Riga ezen a légvezetéken keresztül kapta meg az áramot. 1939. november 17-én következett a második gép, 1940. november 1-jén pedig a harmadik. A gépházat, a generátorokat és a transzformátorokat a második világháború során 1944-ben felrobbantották. 1945-ben az erőmű első generátorát újra üzembe helyezték; a második gép 1946-ban, a harmadik pedig 1947-ben következett. 1953-ban a negyedik gépet helyezték üzembe, amellyel az erőmű elérte az eredetileg tervezett 72 MW-os összteljesítményt.
Az országot elfoglaló Szovjetunió gyorsan igyekezett helyreállítani a létesítményt, egy átépített turbina már 1945-ben újra üzembe állt. Három éven belül az erőművet a háború előtti szintre állították vissza, és folytatták a tervezett negyedik blokk telepítését. A munkálatok felgyorsítása érdekében 1949. április 14-én Vilis Lācis, a Lett SZSZK kormányfője № 344-sz számú levelében kérte Lavrentyij Beriját, a Szovjetunió Minisztertanácsának elnökhelyettesét, hogy a Belügyminisztérium GULAG-programján belül Ķegumsban hozzanak létre egy javítómunka-telepet 800 fogollyal. A Szovjetunió belügyminisztere, Szergej Kruglov 1949. április 29-én azt válaszolta, hogy csak 500 munkást tud biztosítani, és csak 1949 negyedik negyedévében. A 9. számú kolóniát az építési munkákhoz szükséges munkaerő biztosítására hozták létre, 299 fogollyal és 60 őrrel. Annak ellenére, hogy a Lett SZSZK hajlandó volt  alkalmazni őket, 1950. szeptember 18-án a 9. számú kolóniát veszteségesnek nyilvánították, és fel kellett számolni.
1975-től 1979-ig a folyó bal partján egy második erőművet építettek, majd 1979-ben mindhárom új generátort 192 MW összteljesítménnyel üzembe helyezték. 1998 és 2001 között az első erőmű vízturbináit korszerűsítették, és növelték a teljesítményüket. A második erőműben 2015-ben kezdődött meg a rendszerek felújítása.

## Jellemzői

### A gát
A gát egy 437 méter hosszú beton gravitációs gátból áll. A gát szélessége az alján 20 m, a tetején 5 m. Az 1930-as években épült erőmű a folyó jobb oldalán, a gát a folyó közepén, az 1970-es években épült erőmű pedig a folyó bal oldalán található.
A beton gátépítményhez mindkét oldalon földgát csatlakozik. A kiegészítő gátak hossza a jobb oldalon kb. 200 méter, a bal oldalon kb. 1 km. A két gát egyenként 8,5 méter széles a gerincénél. A földgátak a víz felőli oldalon kőszórással lettek megerősítve. A gátépítményhez tartozik egy hallépcső is, amelyet 1940 nyarán fejeztek be.
A 32 m-es tározási célnál a tározó mintegy 24,8 km² területet foglal el, és 157 millió m³ vizet tárol. 1939 szeptemberében kezdődött a duzzasztás, a tervezett tározási célt 1940 júniusában érték el.

### Az erőművek
Az erőmű két blokkból áll: egy eredeti erőműből a jobb parton és egy második erőműből a bal parton. Az erőmű 1939-ben kezdte meg működését, beépített teljesítménye 248 (vagy forrástól függően 257, 260 vagy 264) MW hét Kaplan-turbinával. Az átlagos éves termelés 402 millió kWh. Az éves termelés ingadozik: 2003-ban 432 millió kWh, 2009-ben 668 millió kWh volt.
Az első négy turbinát 1939 és 1953 között helyezték üzembe; ezek a folyó jobb partján lévő, 72 méter hosszú csarnokban találhatók. Mind a négy turbina maximális teljesítménye 17 (vagy 18; 18,85) MW volt. A turbinákat és a generátorokat a két svéd vállalat, a KMW és az ASEA szállította.
Mind a négy turbina négy rotorlappal rendelkezett és 52 tonna tömegű volt. A turbinalapátok átmérője 4,8 méter, névleges fordulatszámuk 107 fordulat/perc volt, a beeső víz magassága pedig 13,5 m volt, a maximális áramlási sebesség pedig turbinánként 138 m³/s. Ezeket a turbinákat 1998 és 2001 között új gépekre cserélték le.
1979-ben további három turbinát helyeztek üzembe; ezek a folyó bal partján lévő erőműben találhatók. Mindhárom gép maximális teljesítménye 64 MW. A maximális vízmagasság 14 méter.

## Galéria

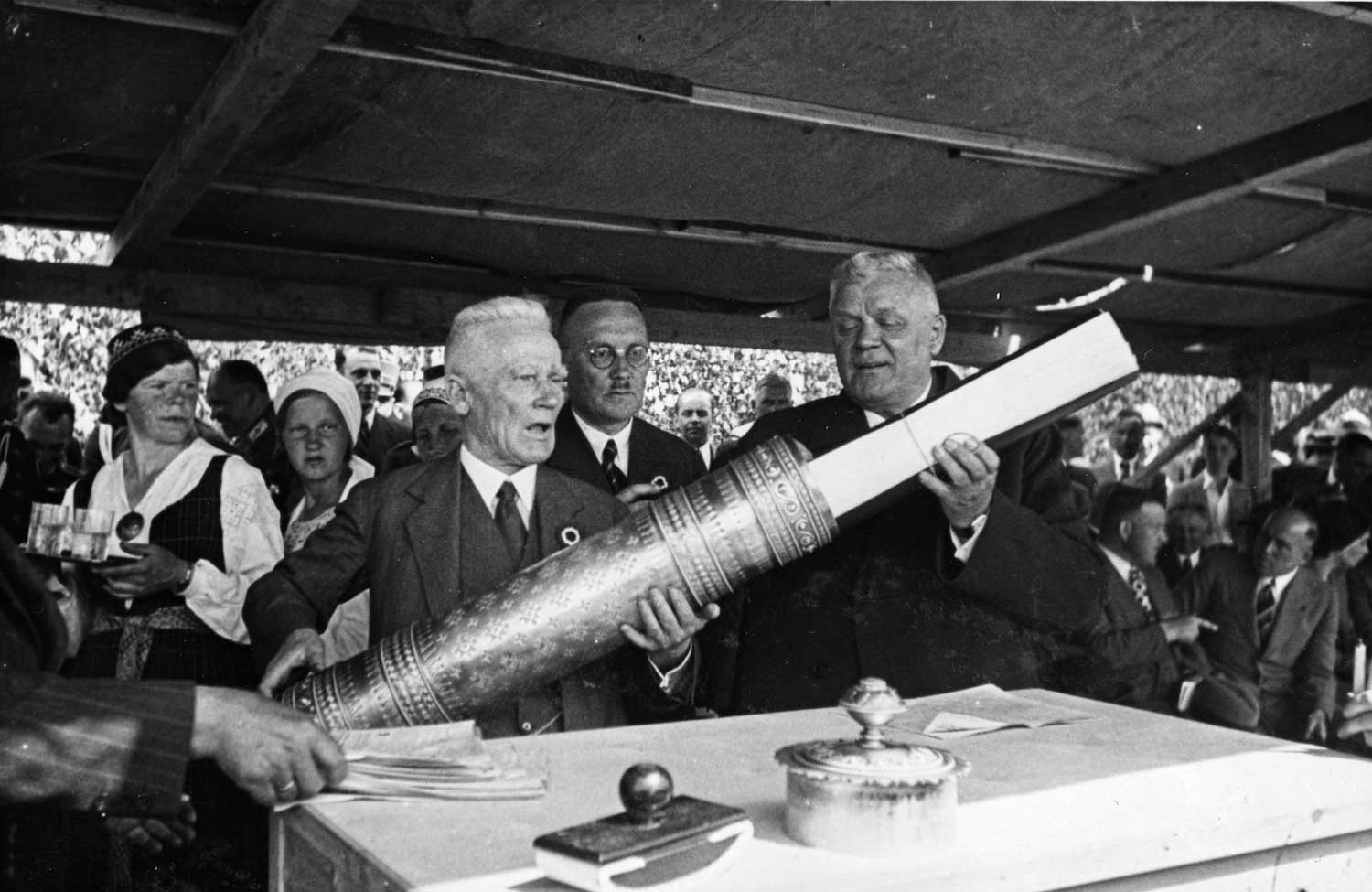
Az erőmű alapkőletétele
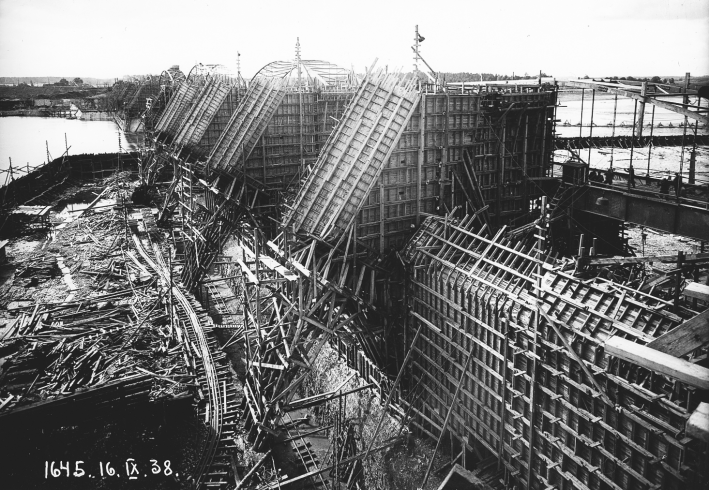
A gát építésének állása 1938 szeptemberében
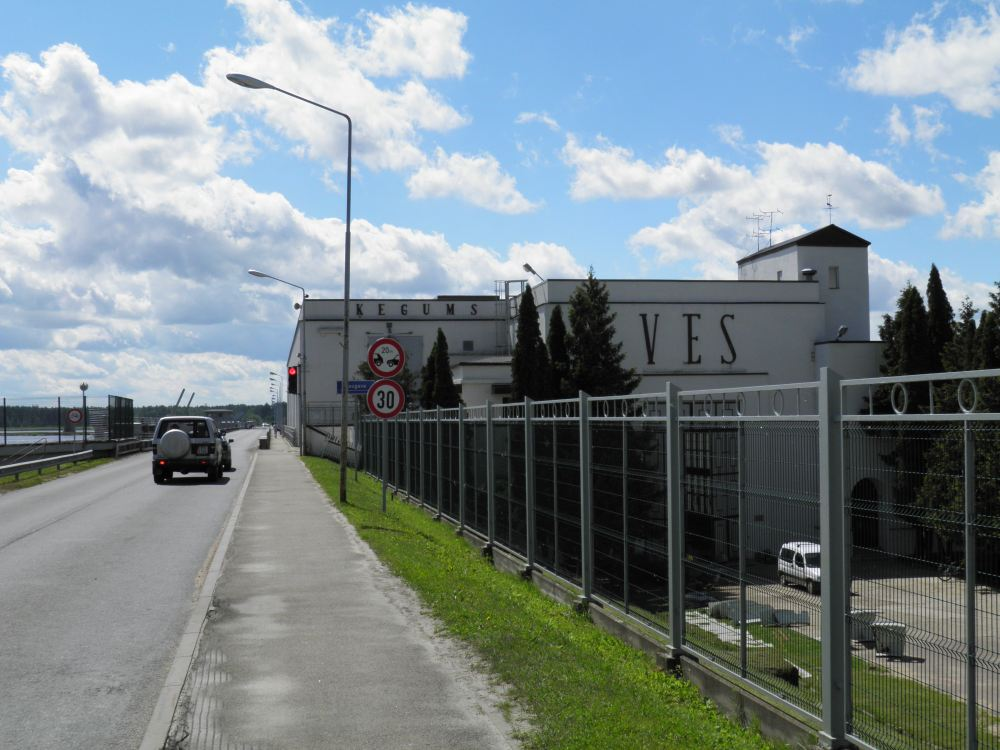
Az 1. blokk épülete
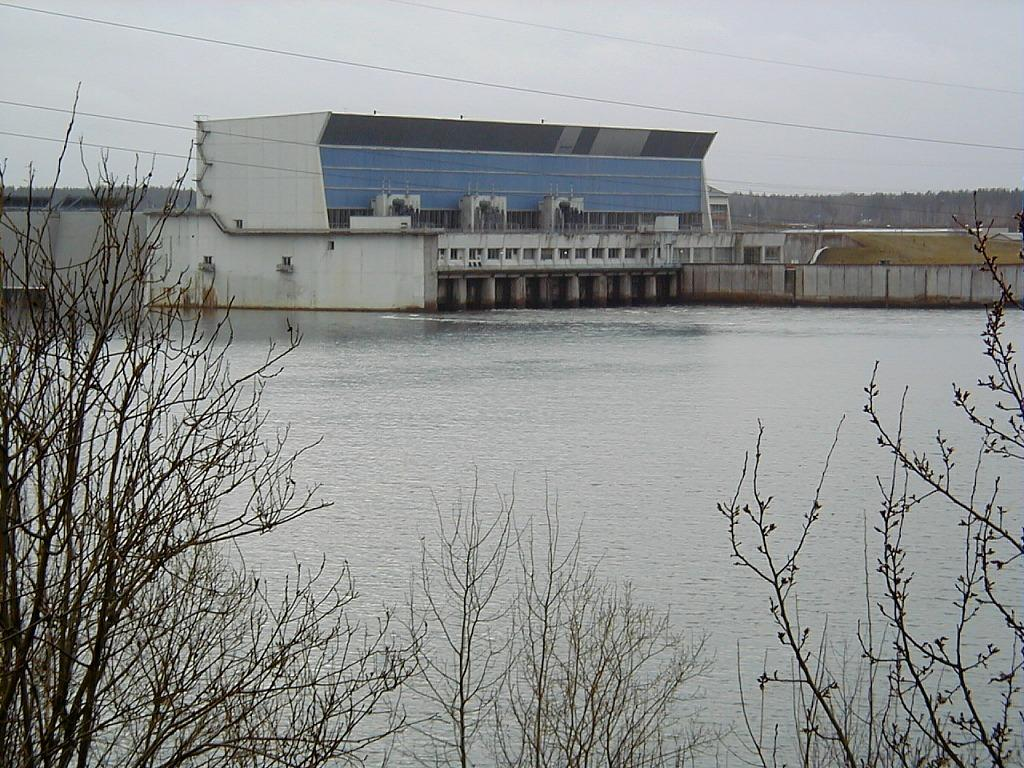
A 2. blokk épülete
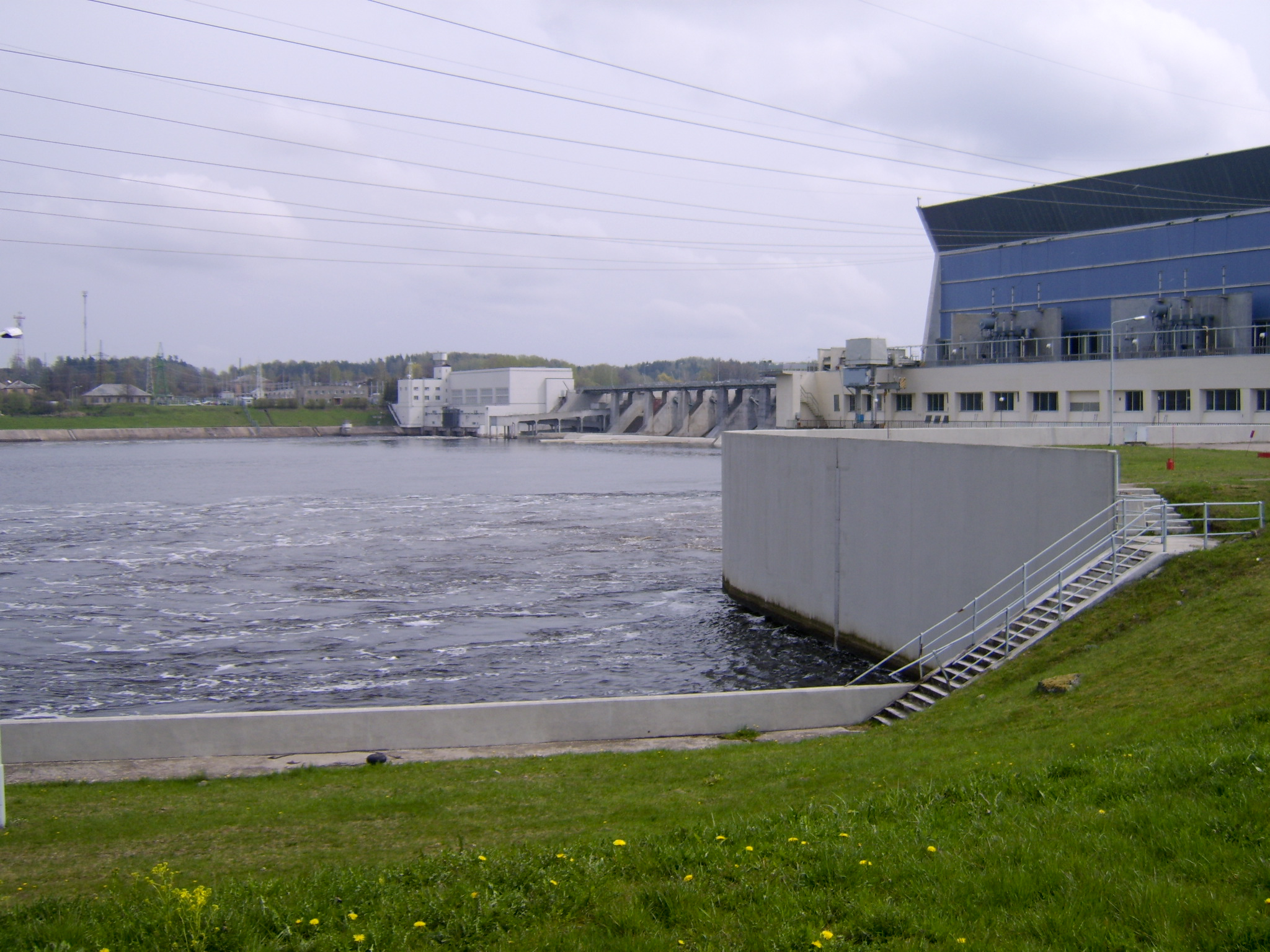
A komplexum látképe

## Fordítás
- Ez a szócikk részben vagy egészben  a   Kraftwerk Ķegums című német Wikipédia-szócikk ezen változatának fordításán alapul.  Az eredeti cikk szerkesztőit annak laptörténete sorolja fel. Ez a jelzés csupán a megfogalmazás eredetét és a szerzői jogokat jelzi, nem szolgál a cikkben szereplő információk forrásmegjelöléseként.
- Ez a szócikk részben vagy egészben  a(z)   Ķeguma HES című lett Wikipédia-szócikk ezen változatának fordításán alapul.  Az eredeti cikk szerkesztőit annak laptörténete sorolja fel. Ez a jelzés csupán a megfogalmazás eredetét és a szerzői jogokat jelzi, nem szolgál a cikkben szereplő információk forrásmegjelöléseként.